# Lødingen
Lødingen è un comune norvegese della contea di Nordland.